# Soupshop
Soupshop ist eine österreichische Skunkrock-Band aus Wien. Gegründet wurde die Band Ende der 1990er Jahre auf Kreta. Ihr bisher erfolgreichstes Album war The Skunkshow.

## Geschichte
Gegründet wurde Soupshop von Dino Dinorian (Gesang) und Jelio (Gitarre). Soupshop besteht inzwischen aus Dino Dinorian (Gesang), Mini Ze Moocher (Saxophon, Klarinette, Gitarre, Begleitgesang), Ill Nino (Schlagzeug, Percussion), Oga Satriani (Gitarre), Uncle Jacques (Bass), Mani Windi (Posaune) und Tibor the Piefke (Trompete).
2013 nahm Soupshop mit Unterstützung durch ihre Fans (Crowdfundingaktion auf Startnext.com) in Berlin das Album ¡Muchas Gracias! auf, das im Oktober 2013 veröffentlicht wurde. Zur Mitwirkung im Video zur Single-Auskoppelung Beer (Let's Go Punk) konnten der österreichische Bierpapst Conrad Seidl sowie der österreichische Kabarettist Alf Poier gewonnen werden.

## Stil
Der Stil der Band nennt sich „Glamorous Skunkrock“. Skunkrock ist eine Wortkombination aus „SKa“ und „pUNK“. Skunkrock greift jedoch weiter, da auch  Klezmer, Ungarische- und Balkansounds, Reggae und Rock zum Tragen kommen. Als stilmäßige Vorbilder können einerseits Bands der kalifornischen Ska-Szene wie Mad Caddies oder Reel Big Fish gewertet werden, genauso aber Punkbands wie The Clash, Rancid oder NOFX bis hin zu Gogol Bordello.

## Live
Seit Gründung absolvierte Soupshop über 300 Konzerte in ganz Europa (Österreich, Deutschland, Ungarn, Tschechien, Slowakei, Slowenien, Dänemark, Schweden, England, Wales), vom Pub mit fünf Gästen bis hin zu Großveranstaltungen mit über 5000, vor Kindern, Gehörlosen, Skinheads und anderem Publikum, auf großen Bühnen und in Kellerlöchern, Headliner-, Support- und Festival-Shows unter anderem vor und mit Bands wie Bad Religion, Bloodhound Gang, Jaya the Cat, Red Lights Flash. Neben Festivalkonzerten wie dem Sziget Festival in Budapest oder dem Wiener Donauinselfest agierte die Band auch als Live-Act bei einigen der größten Demonstrationen gegen die österreichische Bundesregierung unter Wolfgang Schüssel (2002, 2003, 2004).
2013 erschien ¡Muchas Gracias! samt Singleauskoppelung Beer (Let's Go Punk), samt Video.

## Diskografie
- 1998: HATE! (Rubberduck Records)
- 2002: Little Prophet (Rubberduck Records)
- 2005: Tox on the Rocks (Gizeh Records / Rebeat)
- 2006: The Skunkshow
- 2013: ¡Muchas Gracias! (Gash Records, Rubberduck Records)